# Jake Peavy
Pour les articles homonymes, voir Peavy.
Jacob Edward Peavy (né le 31 mai 1981 à Mobile, Alabama, États-Unis) est un lanceur droitier des Giants de San Francisco de la Ligue majeure de baseball. 
Avec les Padres de San Diego, pour qui il a évolué de 2002 à 2009, Jake Peavy a remporté en 2007 le trophée Cy Young du meilleur lanceur de la Ligue nationale. Il compte trois invitations au match des étoiles, deux avec San Diego et une avec les White Sox de Chicago. Il remporte la Série mondiale 2013 comme joueur des Red Sox de Boston et la Série mondiale 2014 avec les Giants de San Francisco.

## Biographie

### Padres de San Diego (2002-2009)

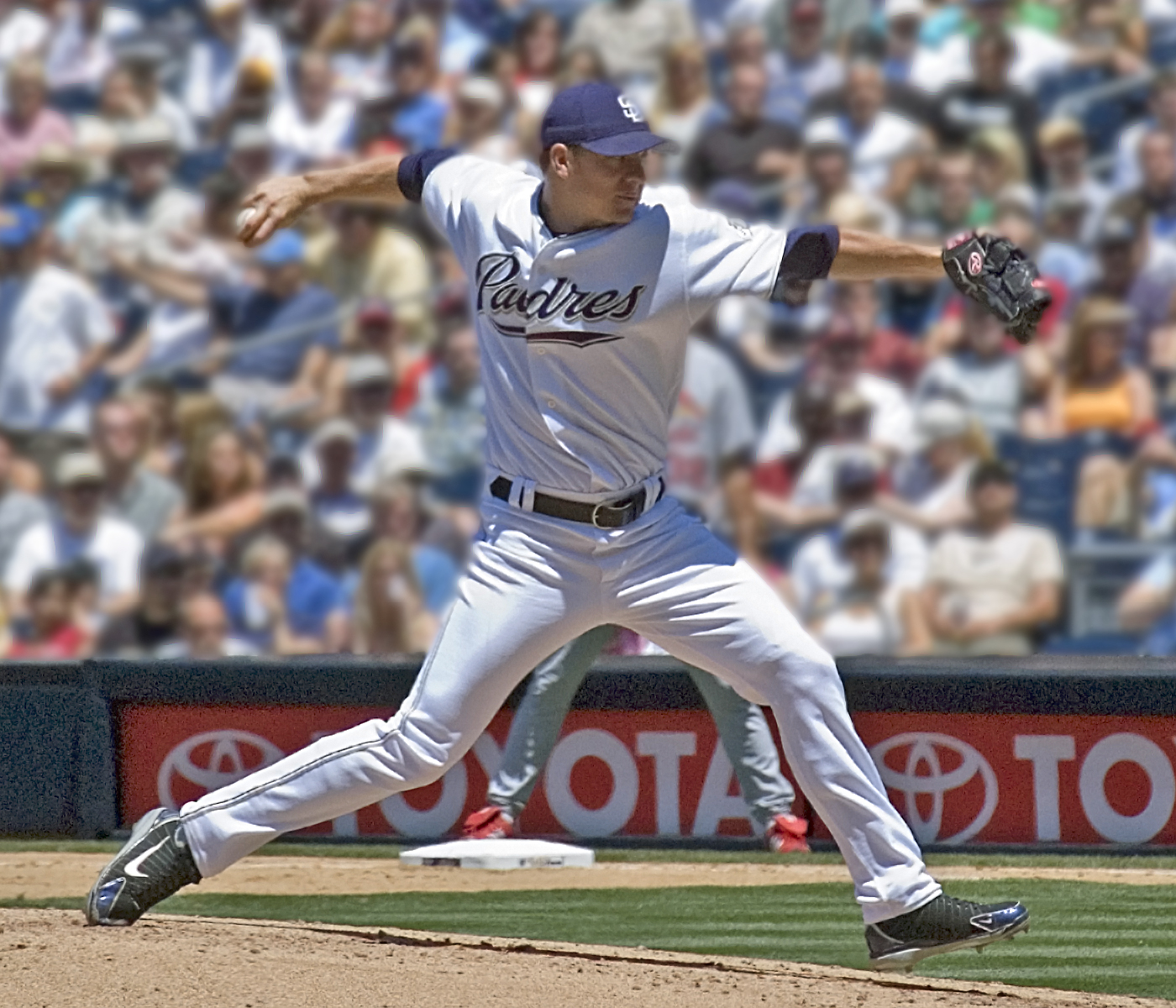
Jake Peavy en 2006 avec les Padres.

Repêché le 2 juin 1999 par les Padres de San Diego, il débute en Ligue majeure le 22 juin 2002.
Il a remporté le trophée Cy Young de la Ligue nationale en 2007 et compte deux sélections au match des étoiles (2005 et 2007). Il termine 7e du vote pour le meilleur joueur de la saison en Ligue nationale en 2007.

### White Sox de Chicago (2009-2013)
Le 31 juillet 2009, Peavy est échangé des Padres aux White Sox de Chicago en retour des lanceurs gauchers Aaron Poreda et Clayton Richard et des lanceurs droitiers Dexter Carter et Adam Russell. Plus tôt dans la saison, en mai, Peavy avait utilisé une clause dans le contrat le liant aux Padres pour refuser une transaction qui l'aurait envoyé chez les White Sox.

#### Saison 2010
Peavy amorce 17 rencontres de White Sox en 2010, affichant un dossier de 6-7 avec une moyenne de points mérités de 4,63. Il effectue son dernier départ le 6 juillet contre les Angels, après quoi une blessure à l'épaule l'envoie sur la liste des blessés, et met fin à sa saison. Les White Sox indiquent à l'automne qu'ils ne croient pas que Peavy soit rétabli à temps pour le camp d'entraînement du printemps 2011. Souffrant d'une blessure rare au muscle grand dorsal, il subit une délicate opération.

#### Saison 2011

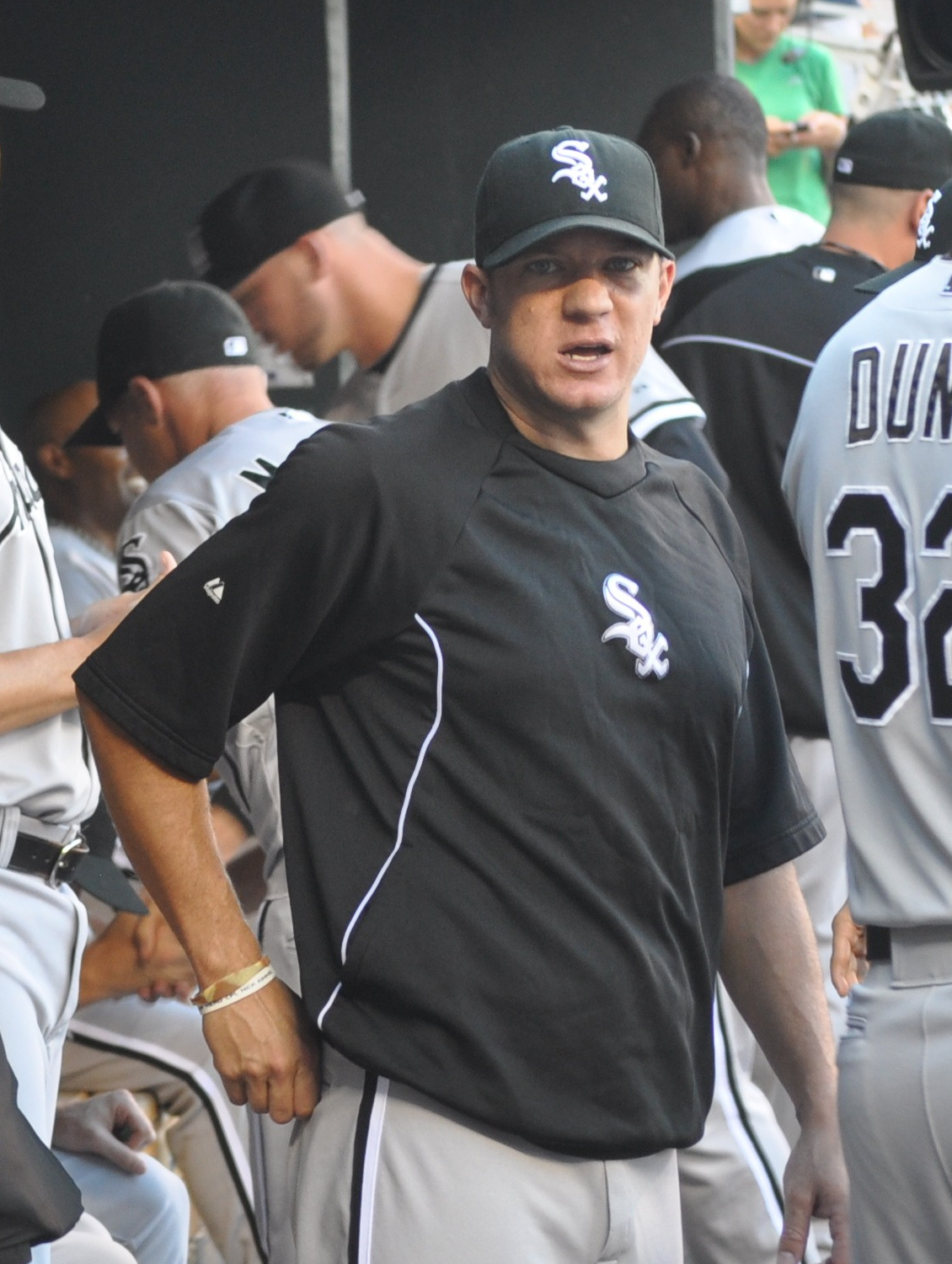
Jake Peavy en juillet 2012 avec les White Sox de Chicago.

Peavy est affecté par une tendinite durant l'entraînement de 2011 et entame la saison sur la liste des joueurs blessés. Après un séjour dans les mineures pour retrouver la forme, il rejoint les White Sox plusieurs semaines après le début de la campagne et effectue le 11 mai son premier départ en match de saison régulière depuis son opération. Cinq matchs plus tard, blessé à l'aine, il retourne sur la liste des joueurs inactifs. Peavy joue finalement 19 parties en 2011, dont 18 comme lanceur partant. Après avoir mérité la victoire dans 4 de ses 5 premières décisions, il connaît une difficile séquence de 4 défaites en 5 départs en juillet et au début août, avant de compléter l'année avec un dossier de 7-7. Sa moyenne de points mérités de 4,92 en 111 manches et deux tiers lancées est sa plus élevée en carrière. Après un seul départ en septembre, il est laissé de côté pour le reste de la saison à la suite d'une décision prise par le personnel d'entraîneurs des White Sox afin de ménager le lanceur souvent blessé. Le gérant des Sox Ozzie Guillén est en désaccord avec cette idée et accuse Peavy, qui a accepté l'arrangement, d'abandonner son équipe. Le tout dégénère en guerre de mots dans l'hiver qui suit lorsque Jake Peavy renvoie la balle à Guillén en l'accusant d'être celui qui a abandonné le club, puisqu'il a quitté à deux matchs de la fin de la saison pour aller diriger les Marlins de Miami.

#### Saison 2012
Peavy connaît un fort début de saison 2012. Le lanceur de 30 ans affiche au cours du premier mois du calendrier régulier une moyenne de points mérités de 1,67 avec 33 retraits sur des prises, deux matchs complets dont un blanchissage en 5 départs. Il est élu lanceur par excellence du mois d'avril dans la Ligue américaine. C'est la cinquième fois de sa carrière qu'il est nommé lanceur du mois, la première fois dans la Ligue américaine et la première fois depuis septembre 2007 avec San Diego.
Il honore à la mi-saison sa troisième invitation au match d'étoiles, sa première depuis 2007. Il termine l'année avec 11 victoires et 12 défaites en 32 départs. Il évite la liste des blessés toute la saison et lance 219 manches, son plus haut total depuis 2007, et affiche une moyenne de points mérités de 3,37. C'est sa meilleure moyenne dans l'uniforme des White Sox et ses 194 retraits sur des prises constituent son plus haut total depuis 2007 également.

#### Saison 2013
En 2013, Peavy débute 13 parties pour Chicago, remportant 8 victoires contre 4 défaites. Sa moyenne s'élève à 4,28 en 80 manches lancées, avec 76 retraits au bâton.

### Red Sox de Boston
Le 31 juillet 2013, Jake Peavy passe aux Red Sox de Boston dans un échange à trois clubs. Les White Sox l'y envoient en retour des lanceurs droitiers Francellis Montas et Jeffrey Wendelken et de l'arrêt-court Cleuluis Rondon. Les Red Sox envoient ensuite à Chicago le voltigeur Avisail García, acquis des Tigers de Détroit, pour compléter cette transaction à trois. Il effectue ses 10 derniers départs de la saison régulière avec sa nouvelle équipe, décrochant 4 victoires, dont une en un match complet, contre une défaite avec une moyenne de points mérités de 4,04. Il termine donc 2013 avec 12 gains, 5 revers et une moyenne de points mérités de 4,17 en 144 manches et deux tiers lancées en 23 départs pour Chicago et Boston. Il participe à la conquête de la Série mondiale 2013 par Boston en effectuant un départ dans chacune des rondes éliminatoires. Il amorce le dernier match de la Série de division gagnée par Boston sur les Rays de Tampa Bay, et n'est pas impliqué dans la décision car il quitte le match avec son équipe qui tire de l'arrière 1-0. Il encaisse la défaite dans le 4e match de la Série de championnat, alors qu'il est malmené par des Tigers de Détroit qui inscrivent contre lui 7 points en 3 manches. Enfin, il ne brille guère à son unique départ en grande finale, une sortie qui ne dure que 4 manches contre Saint-Louis mais au terme de laquelle la défaite est portée à la fiche d'un releveur.
En 2014, Peavy connaît un fort mauvais début d'année chez les Red Sox : en 20 départs, il ne compte qu'une victoire contre 9 défaites, avec une moyenne de points mérités de 4,72 en 124 manches au monticule. Au moment de quitter Boston, il a donné 20 coups de circuit à l'adversaire, plus que tout autre lanceur de la Ligue américaine.

### Giants de San Francisco
Le 26 juillet 2014, les Giants de San Francisco, qui sont engagés dans une course pour le championnat de la division Ouest de la Ligue nationale et privé de leur lanceur partant Matt Cain, blessé, obtiennent Jake Peavy des Red Sox de Boston en retour du lanceur partant gaucher Edwin Escobar et du releveur droitier Heath Hembree.
Dans le dernier droit de la saison régulière, Peavy retrouve chez les Giants Bruce Bochy, son ancien gérant chez les Padres, et il aide le club à se qualifier pour les séries éliminatoires. Il est excellent avec une moyenne de points mérités d'à peine 2,17 en 12 départs et 78 manches et deux tiers lancées pour San Francisco. Gagnant de 6 matchs des Giants, il termine l'année avec une fiche de 7-13 et une moyenne de points mérités de 3,73 en 32 départs et 202 manches et deux tiers lancées au total pour Boston et San Francisco. 
Il est le lanceur gagnant du premier match de la Série de divisions entre les Giants et les Nationals de Washington, à qui il n'accorde aucun point sur deux coups sûrs en 5 manches et deux tiers lancées. Il connaît cependant ses premiers moments difficiles avec les Giants durant la Série mondiale 2014, où il encaisse deux défaites aux mains des Royals de Kansas City, accordant 9 points, 12 coups sûrs et 3 buts-sur-balles en à peine 6 manches et un tiers lancées. Lanceur perdant des 2e et 6e matchs de la finale à Kansas City, Peavy est néanmoins champion de la Série mondiale pour une seconde fois en deux ans, ajoutant le titre de 2014 des Giants à celui de 2013 des Red Sox. 
Le 23 décembre 2014, Peavy signe un contrat de 24 millions de dollars pour deux saisons avec les Giants.

## Statistiques
| Saison | Équipe     | G   | GS  | CG | SHO | V   | D  | SV | IP     | SO   | ERA  |
| ------ | ---------- | --- | --- | -- | --- | --- | -- | -- | ------ | ---- | ---- |
| 2002   | San Diego  | 17  | 17  | 0  | 0   | 6   | 7  | 0  | 97.2   | 90   | 4,52 |
| 2003   | San Diego  | 32  | 32  | 0  | 0   | 12  | 11 | 0  | 194.2  | 156  | 4,11 |
| 2004   | San Diego  | 27  | 27  | 0  | 0   | 15  | 6  | 0  | 166.1  | 173  | 2,27 |
| 2005   | San Diego  | 30  | 30  | 3  | 3   | 13  | 7  | 0  | 203.0  | 216  | 2,88 |
| 2006   | San Diego  | 32  | 32  | 2  | 0   | 11  | 14 | 0  | 202.1  | 215  | 4,09 |
| 2007   | San Diego  | 34  | 34  | 0  | 0   | 19  | 6  | 0  | 223.1  | 240  | 2,54 |
| 2008   | San Diego  | 27  | 27  | 1  | 0   | 10  | 11 | 0  | 173.2  | 166  | 2,85 |
| 2009   | San Diego  | 13  | 13  | 1  | 0   | 6   | 6  | 0  | 81.2   | 92   | 3,97 |
| 2009   | Chicago WS | 3   | 3   | 0  | 0   | 3   | 0  | 0  | 20.0   | 18   | 1,35 |
| 2010   | Chicago WS | 17  | 17  | 1  | 1   | 7   | 6  | 0  | 107.0  | 93   | 4,63 |
| Totaux | Totaux     | 232 | 232 | 8  | 4   | 102 | 74 | 0  | 1469.2 | 1459 | 3,36 |

| Saison | Équipe    | G | GS | CG | SHO | V | D | SV | IP  | SO | ERA   |
| ------ | --------- | - | -- | -- | --- | - | - | -- | --- | -- | ----- |
| 2005   | San Diego | 1 | 1  | 0  | 0   | 0 | 1 | 0  | 4.1 | 3  | 16,62 |
| 2006   | San Diego | 1 | 1  | 0  | 0   | 0 | 1 | 0  | 5.1 | 2  | 8,44  |
| Totaux | Totaux    | 2 | 2  | 0  | 0   | 0 | 2 | 0  | 9.2 | 5  | 12,10 |

Note : G = Matches joués ; GS = Matches comme lanceur partant ; CG = Matches complets ; SHO = Blanchissages ; 
V = Victoires ; D = Défaites ; SV = Sauvetages ; IP = Manches lancées ; SO = Retraits sur des prises ; ERA = Moyenne de points mérités.